# Polnisch-Litauischer Krieg
Nach dem Ersten Weltkrieg und dem Rückzug der Roten Armee Russlands aus Litauen kam es durch einen Angriff polnischer Truppen auf Litauen im Oktober 1920 zum Polnisch-Litauischen Krieg.

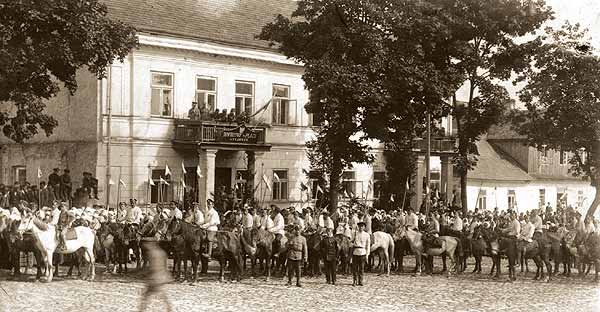
Polnische Kavallerieparade, Sejny, 1920

Mehrere Demarkationslinien zwischen Litauen und Polen von 1919 bis 1939:
Vorschläge der Entente, 18. Juni 1918
Foch-Linie, beschlossen von der Botschafterkonferenz am 27. Juli 1919
Vertrag von Suwałki, 7. Oktober 1920
Polnische Besetzung durch die Truppen General Żeligowskis, vom Völkerbund 1923 anerkannt
Heutige Staatsgrenzen
Eisenbahnlinien

## Vorgeschichte
Polen hatte im Vertrag von Suwałki vom 7. Oktober 1920 auf gemischtsprachige Gebiete rund um Vilnius offiziell verzichtet.

## Militärischer Konflikt
Trotz des Vertrages von Suwałki marschierten polnische Truppen bereits zwei Tage nach Vertragsabschluss unter General Żeligowski ein und besetzten am 12. Oktober 1920 Vilnius. Nach eigenen Angaben bestanden die Truppen Żeligowskis aus Freischärlern. Nicht nur Vilnius wurde 1920 ohne Kriegserklärung angegriffen, die polnischen Truppen annektierten auch große Teile des neu gegründeten Staates Litauen wie Ašmena (heute: Aschmjany in Belarus) und Švenčionys. Die Okkupation des Vilniuser Landes wurde von Polen mit dem Schutz der polnischen Minderheit in Litauen begründet, die auf diesem Gebiet mit 70,6 % die eindeutige Bevölkerungsmehrheit darstellte.
Bei den eingesetzten Soldaten handelte es sich vor allem um polnische Freiwillige aus Litauen und Belarus. Der Militärcoup wurde offiziell als von der Führung Polens unabhängiger Aufstand der örtlichen polnischen Bevölkerung deklariert. Tatsächlich steckte General Pilsudski dahinter. Am 29. November 1920 wurde der Waffenstillstand von Kaunas vereinbart. Żeligowski proklamierte sofort den formal unabhängigen Marionettenstaat Republik Litwa Środkowa mit der Hauptstadt Vilnius und beherrschte den Marionettenstaat als Militärdiktator. Danach installierte er ein „mittellitauisches Parlament“, das als erste Amtshandlung am 20. Februar 1922 den „Anschluss“ Mittellitauens an Polen beschloss. Polen akzeptierte diesen Beschluss umgehend, annektierte das litauische Gebiet und verleibte es am 20. April 1922 in sein Staatsgebiet ein. Vorschläge für ein Plebiszit unter der Kontrolle des Völkerbunds wurden damit gegenstandslos.
Völkerrechtlich war der polnische Überraschungsangriff eine Verletzung der territorialen Integrität Litauens und ein Bruch des Vertrags von Suwałki.